# Décima
Genéricamente, una décima en poesía es una estrofa constituida por diez versos octosílabos.  Actualmente se usa esta palabra con el sentido específico de décima espinela o espinela.
La espinela toma su nombre del poeta, novelista y vihuelista rondeño Vicente Espinel, de fines del siglo XVI, cuya contribución consistió en fijar la estructura de rimas de la décima en abbaaccddc. Además, solo puede haber pausas después de los versos pares, particularmente después del cuarto. Durante los siglos XVII y XVIII la décima se usó con frecuencia para el epigrama y la glosa de otros poemas; Félix Lope de Vega, en su Arte nuevo de hacer comedias (1609), escribió que «las décimas son buenas para quejas» en las obras teatrales, pero las empleó indistintamente para cualquier tema. Desde entonces no ha decaído su uso en la poesía española e hispanoamericana como forma tan cerrada como el soneto y apropiada para el poema redondo y el epigrama, y ha sido la estrofa predilecta de algunos poetas de la Generación del 27, como Jorge Guillén o Gerardo Diego.
La décima es una de las formas estróficas de mayor arraigo y amplia distribución en toda Hispanoamérica, siendo especialmente significativa en la poesía popular y rural. Ejemplo de esto es la actual pervivencia de prácticas como las payas, donde suele usarse que dos o más cantores se enfrenten en un duelo de décimas improvisadas en el momento, con acompañamiento musical, generalmente la guitarra. 
Al comenzar el siglo XX, el poeta modernista uruguayo Julio Herrera y Reissig (1875-1910) hace ya la crítica metaliteraria de esa forma, en una especie de parodia culta de la poesía de los payadores de su país, insertando imágenes que adelantan la vanguardia, y en particular el expresionismo. El mejor ejemplo de esto es su «Tertulia lunática», que comienza:
En túmulo de oro vago
cataléptico fakir
se dio el tramonto a dormir
la unción de un Nirvana vago...
Objetivarse un aciago
suplicio de pensamiento,
y como un remordimiento
pulula el sordo rumor
de algún pulverizador
de músicas de tormento. [...]
Hoy podría parecer una rima pobre en el primero y cuarto versos con la palabra «vago», no sabemos si para la época del autor de esta espinela, Julio Herrera y Reissig (1875-1910), la apreciación era distinta.
Una de las compositoras más célebres de décimas fue Violeta Parra (1917-1967), quien escribió su autobiografía en décimas. También Roberto Parra, hermano de Violeta, utilizó la décima para componer su obra teatral Las décimas de la negra Ester, inspiradas en una prostituta de la ciudad de San Antonio.
Tal es la efectividad de esta estrofa que incluso han existido publicaciones periódicas en décimas, como la chilena Lira Popular, a principios del siglo XX. Esta iniciativa ha sido reeditada en la actualidad por el sitio web del mismo nombre. En lo que va de siglo, algunos poetas españoles han vuelto a ella como Rafael Sarmentero o Daniel Rodríguez Rodero, prolongando con ello la tradición de su cultivo.